# 米林杜鹃
米林杜鹃（学名：Rhododendron mainlingense），为杜鹃花科杜鹃花属下的一个植物种。